# Sinochasea trigyna
Sinochasea trigyna är en gräsart som beskrevs av Yi Li Keng. Sinochasea trigyna ingår i släktet Sinochasea och familjen gräs. Inga underarter finns listade i Catalogue of Life.